# Шведские мухи
Шведские мухи (лат. Oscinella) — род мух из семейства Chloropidae. Широко распространённые вредители злаковых культур. Известно около 30 видов шведских мух, встречающихся в основном в местах культивирования злаков. Длина тела от 1,5 до 3 мм, окраска чёрная.

## Жизненный цикл
За год шведские мухи успевают дать до 5 поколений (на юге) или 2—3 (в северных регионах). Откладка яиц происходит на молодые растения, у которых не более 2—3 листьев, или в колоски. Личинка живёт внутри стебля (реже колоска) и питается зачатком колоса или формирующейся зерновкой. В результате стебель растения увядает, центральный лист засыхает. У повреждённых растений кукурузы существенно сокращается число початков. Зимуют шведские мухи чаще всего в фазе личинки (реже куколки) в стерне многолетних злаков и на всходах озимых.

## Наиболее известные виды
Чаще всего встречаются следующие виды виды: влаголюбивая шведская муха овсяная (Oscinella frit), живущая в основном на овсе, засухоустойчивая ячменная шведская муха (Oscinella pusilla) — на ячмене и других культурных злаках, кроме овса, Oscinella vastator — на яровой пшенице. Последние два вида питаются также следующими растениями: озимые рожь и пшеница, кукуруза, некоторые злаковые травы.

## Видеофайлы
- Шведская муха на листе растения
- Спаривание шведских мух